# Virarajendra
Virarajendra Chola (1063–1070) fou un del més infravalorats reis Chola, principalment perquè una part important de la seva vida va transcórrer com a subordinar dels seus dos germans grans Rajadhiraja I i Rajendra II Deva, qui juntament amb Virarajendra Chola eren els fills del seu pare i Chakravarti (Emperador), Rajendra Chola I. Certament no va ser una pràctica habitual entre els reis Chola nomenar el fill gran sinó el mes capacitat (en l'administració dels seus dominis així com provant el seu ofici en el camp de batalla) com l'hereu al tron. Durant el principi del seu regnat va concedir el manteniment d'un escola d'estudi dels Vedes, Sastres i la gramàtica i un alberg va ser proporcionat pels estudiants. Un hospital anomenat Virasolan fou també proporcionat per a les persones malaltes. La famosa obra gramatical en tàmil, Virasoliyam va ser escrita per Buddhamitra durant el seu regnat.
El regnat de Virarajendra correspon al període medieval Chola, quan intentava expandir les seves fronteres i conservar els seus territoris, i es va donar a causa de la mort del germà gran i rei Rajadhiraja I i el curt govern del germà de Virarajendra, Rajendra II. Entre els tres germans van governar entre 16 i 20 anys succeint-se un a l'altre. Aquesta successió ràpida va ser vista com una oportunitat daurada pels enemics tradicionals i els subordinats dels Chola, com els singalesos, Chalukya Occidentals, Pandyes i fins i tot els Cheres, amb cada adversari intentant esdevenir lliure o declarant la guerra als Chola. Finalment, tanmateix, Virarajendra va demostrar ser un governant molt capaç i valent, que era amable i protector amb els seus súbdits, reimposant l'autoritat en els dominis Chola i sent particularment cruel amb els vells enemics dels Chola, tant el Chalukyes i els Pandyes. Vist en general, especialment en el context del fet que el seu govern va durar menys de 10 anys, com es desprèn de les seves diverses inscripcions a Karur, Virarajendra va deixar un notable llegat pel temps curt que va governar, en el qual va aclaparar tothom del seu adversaris, i va tenir èxit no només en conservar els territoris chola sinó també en conquestes de terres llunyanes a Indonèsia, Malàisia, Sri Lanka, Nicobar, Sakkarakottam (al voltant de l districte de Bastar a Chhattisgarh que fou també un lloc governat pel següent important monarca chola, Kulothunga Chola I o per Rajendra Chalukya, fill del rei dels Chalukya Orientals Rajaraja Narendra i per això net de Rajendra Chola I a través de la seva filla Ammanga.

## Principis
Mentre era encara molt jove va ser nomenat a Ceilan. Fou designat com a Chola virrei de l'illa pel seu germà gran Rajadhiraja I durant la part part del regnat d'aquest darrer. Després, durant el regnat del seu altre germà gran Rajendra II Deva, va servir com a senyor de Uraiyur.

## Conflictes militars
Virarajendra va lluitar en moltes batalles contra els Chalukya Occidentals, el catalitzador principal per aquests conflictes fou el interès dels Chola en els Chalukyes de Vengi. Va lluitar contra els Chalukyes Occidentals prop de Visaiyavadai (modern Vijayawada) i els va derrotar a les ribes del riu Krishna i va re-afirmar l'autoritat Chola sobre els dominis Chalukyes Orientals. També va envair Ceilan i va aixafar els intents dels reis singalesos per alliberar el seu regne del control Chola.

### Primeres batalles
Durant el període inicial del seu regnat, Virarajendra va lluitar i va matar el rei de Pottapi en el país Kerala. També hi va haver una rebel·lió en els territoris Pandyes per part dels prínceps Pandya. Mentre aquestes batalles progressaven, els Chalukya Occidentals sota el rei Someshvara I van envair el país Chola pensant que probablement amb un nou rei en el timó, el país Chola seria una presa més fàcil i va pensar que podia superar la seva humiliació anterior a mans del predecessor de Virarajendra, Rajendra II Deva. Primer, Someshvara I va enviar el seu fill Vikkalan (Vikramaditya VI) a saquejar Gangaikonda Cholapuram, la capital de Virarajendra. Llavors Virarajendra va retornar després de sotmetre els Pandyes, el singalesos i els Cheres als que va forçar al pagament del tribut i immediatament va emprendre la tasca de salvaguardar la capital Chola i va derrotar a Vikramaditya VI prop de la capital Chola. Després va empaitar al príncep Chalukya Vikramaditya (Vikkalan) i a Singhanan (germà de l'anterior) a Gangapadi. Va aclaparar completament l'exèrcit Chalukya dirigit per ambdós prínceps fills de Someshvara I i va marxar cap a la capital Chalukya. Allà va derrotar per primer cop a Someshvara I que va fugir el camp de batalla. La tercera guerra lliurada per Virarajendra contra els Chalukyas fou quan Someshvara I va enviar el seu fill Vikramaditya VI a ocupar Vengi en la presumpció que a causa de la mort del seu vell enemic Rajendra II, Vengi podria ser subordinada als Chalukya Occidentals. Els exèrcits de Virarajendra van derrotar els Chalukya Occidentals a Vengi, després del que van envoltar Kalyanpura, la capital Chalukya i va cremar la fortalesa de Kampili agafant un important botí i la reina principal de Someshvara I, i va eliminar els seus generals i feudataris i va agafar els seus cavalls i elefants. Subsegüentment, Virarajendra amb èxit va sufocar les rebel·lions a Ceilan, Madurai i el regne Chera matant a Potappi Raja i convertint els Chalukya Occidentals en tributaris.

### Continuant Chalukya Batalles
El regnat de Virarajendra és marcat per nombroses inscripcions detallant les seves diverses victòries contra els Chalukya Occidentals. Virarajendra va participar en les batalles contra els Chalukya occidentals fins i tot abans d'esdevenir rei. Sota l'ordre del llavors hereu al tron Rajamahendra, Virarajendra va lluitar contra les forces Chalukya a la batalla de Mudakaru. Durant el regnat de Virarajendra, Someshvara I, el perdedor d'aquesta batalla va buscar eixugar la desgràcia de la seva derrota a Madukaru i va demanar batalla als Chola. En cadascuna de les confrontacions amb els Chola, Someshvara es va escapar dels camps de batalla, però també va permetre molts dels seus generals o Mahasamantas i Dandanayakas esdevenir blancs fàcils a les mans dels reis Chola. En la seva inscripció a Karur i Tindivanam, Virarajendra reclama amb orgull que els fills de Someshvara I, Vikramaditya VI (anomenat Vikkalan) i Jayasimha III (anomenat Singhanan) van fugir del camp de batalla amb el cabell embullat. Virarajendra reclama que va derrotar els exèrcits de Someshvara I no pas menys de cinc vegades. Aquestes batalles foren, (1) a Kudalasangamam, (2) Gangaikondacholapuram, (3) Karur, (4) Kampili i (5) a Vengi. En cada ocasió, els generals de Someshvara I van patir sort diversa, com Chamundaraja que fou decapitat, Maduvana i Vikramaditya VI que van fugir, Jayasimha III (Singhanan), Annala i finalment Ahavamalla Someshvara I mateix que igualment van fugir de la batalla per la seva vergonya de forma permanent. En una altra guerra, en temps del segon fill de Someshvara I, Someshvara II, aquest fou expulsat del país Kannada. Cada cop que Someshvara I va intentar compensar l'anterior desgràcia fou repetidament derrotat en la guerra i avergonyit encara més, perdent no només el seu regne sinó fins i tot les seves mullers, tresors, cavalls, elefants etc, acabant tot en possessió del rei Chola. Cada cop que Someshvara I fou derrotat, va haver de demanar la pau i finalment va esdevenir tributari de Virarajendra. Someshvara I va jugar una darrera vegada i va cridar Virarajendra a la batalla.
Someshvara I va escriure al rei Chola assignant un lloc concret en un lloc anomenat Kudal Sangamam, per lliurar la batalla, irònicament prop el lloc de la batalla anterior en què els Chalukya foren tan absolutament derrotats. En rebre aquest missatge, Virarajendra immediatament es va disposar per la batalla i va acampar a prop de Kandai esperant l'arribada de l'exèrcit Chalukya. La data exacta posada per la batalla, segons la inscripció de Virarajendra trobada a Manimangalam, fou el dilluns 10 de setembre de 1067.
L'exèrcit Chola va esperar la batalla anunciada més d'un mes; el rei Chalukya mai va acudir a la cita. L'exèrcit Chola llavors va devastar el camp circumdant i va aixecar un pilar de victòria en la riba del Tungabhadra.
No hi ha cap raó verificable i coneguda per la incapacitat de Someshvara per fer front als Chola a Kudala Sangama. Hi havia una lluita per la successió entre el seu primer fill i hereu designat, Someshvara II i Vikramaditya VI. Aparentment, Vikramaditya VI no volia lluitar pel seu pare. De fet tan per la inscripció de Virarajendra a Perumber, després de l'expulsió de Someshvara II del país Kannada, sembla que el cobdiciós Vikramaditya VI va caure als peus de Virarajendra i li va entregar el pais de Rattapadi (modern Karnataka); es creu que estava molest amb Someshvara II per ser l'hereu en comptes de ser ell mateix el designat. Virarajendra immediatament va nomenar Vikramaditya VI com l'hereu al tron Chalukya i també li va donar la seva filla en matrimoni amb la promesa que el fill de la seva filla i Vikramaditya VI succeiria a aquest com següent rei Chalukya.
Segurament aquests esdeveniments haurien descoratjat el ja desgraciat Someshvara I. Qualsevol cosa pot ser la raó, Someshvara i va cometre suïcidi ofegant-se el març de 1068. Però els rècords de Virarajendra diuen que el Salukki es va amagar en el mar occidental, el qual indica la probabilitat de Someshvara I s'hagués ofegat en la mar d'Aràbia mentre marxava lluny de l'exèrcit Chola. Això era en contrast agut amb el predecessor de Virarajendra, Rajadhiraja, que va perdre la seva vida en el camp de batalla lluitant contra l'enemic.
De Kudal Sangamam, l'exèrcit Chola va marxar a Vengi a re-establir el seu control en el regne Chalukya Oriental. Els assaltants de Chalukya Occidental (algunes fonts diuen que Someshvara I havia enviat al seu fill Vikramaditya VI o Vikkalan i a un vell general a capturar Vengi i instal·lar un governant titella subordinat a Someshvara I). En una batalla en les ribes del Riu Krishna, prop de Visaiyavadai (moderna Vijayawada), Virarajendra va aixafar l'exèrcit Chalukya Occidental dirigit per Jananatha. Virarajendra llavors va conquerir sencer el regne Chalukya Oriental, va derrotar i va re-capturar Kalinga el rei del qual havia estat en aliança amb els Chalukya Occidentals. Virarajendra va instal·lar a Vijayaditya el príncep Chalukya oriental en el tron de Vengi.

### Guerra a Ceilan
Vijayabahu I, el rei singalès qui havia estat governant una porció del sud de l'illa (el districte de Rohana o Ruhunu) va buscar estendre el seu poder i expulsar els ocupants Chola. El Mahavansa enregistra que Virarajendra va enviar l'exèrcit Chola exèrcit estacionat a l'illa a atacar Ruhunu. Vijayabahu llavors va demanar ajuda al rei de Birmània qui va enviar vaixells i soldats per assistir Vijayabahu. Amb aquesta ajuda Vijayabahu va tenir èxit creant revoltes en les províncies del nord de l'illa. Tot i que les forces Chola a l'illa i els reforços enviat des de l'Índia podien controlar aquestes revoltes, Vijayabahu va continuar creant agitació i aldarulls dins de les àrees ocupades pels Chola durant els següents anys.

### Campanya de Kadaram
Els rècords de Virarajendra del seu setè any esmenten que va conquerir Kadaram en nom d'un rei que havia anat a la seva cort per demanar ajuda i protecció i li va entregar el país a aquest. La data possible per aquest fet és el 1068. No hi ha més informació sobre aquesta inscripció. El 1045 Airlangga, que va governar Sri Vijaya, va dividir el regne Kahuripan en dos, Janggala (Malang) i Kediri i va abdicar a favor dels seus dos fills per viure la vida d'un asceta. Durant la invasió de Virajrajendra de 1068, un d'aquests fills podria haver governat a Kedah (Kadaram). Fins ara no tenim cap coneixement del rei de Srivijaya que va demanar ajuda i dels detalls d'aquesta campanya naval. El Chola va continuar una sèrie de atacs i conquestes per tot el que és ara Indonèsia i Malàisia els següents 20 anys. Aquest primera re-afirmació del control del regne Chola regne a Orient Llunyà, també va habilitar lliurar de qualssevol barreres posades per alguns regnes de Java o la península Malaya als comerciants Chola i els territoris subordinats com Sri Lanka. Mentre Srivijaya, Kediri, Champa etc. esdevenien més tard independents, durant el temps de Virarajendra fins gairebé els darrers moments del regne Chola, com a mínim fins al 1215, les relacions de comerç entre Tamizhagam i l'Est Llunyà va continuar sense obstacles.

## Aliança amb el Chalukya Vikramaditya
A la mort de Someshvara I, el seu fill Someshvara II va pujar al tron Chalukya l'abril del 1068. Poc després una disputa va esclatar entre ell i el seu germà més jove Vikramaditya i una guerra civil es va desenvolupar a Chalukya Occidental. Vikramaditya VI va fugir a la cort Chola de Virarajendra Chola i va demanar ajuda a Virarajendra per ser l'hereu al tron Chalukya en comptes de Someshvara II. Virarajendra va cedir en favor del príncep vençut i ek va fer hereu del tron Chalukya i va arranjat el pagament de tributs per part de Vikramaditya VI. Virarajendra Chola va tenir llàstima del príncep i es va alinear amb Vikramaditya donant-li la seva filla en matrimoni.

## Vida personal
Fou un germà petit de Rajadhiraja I i de Rajendra II Deva i regularment figura en moltes de les seves inscriptions. De la inscripció d'un dels seus successors, Kulothunga Chola I, al temple Brihadeeswarar a Thanjavur datat en el 15è any del seu regnat, sabem que el nom de la reina de Virarajendra era Arumolinangai. La filla de Virarajendra Chola, Rajasundari, es va casar un príncep de la dinastia Ganga Oriental, i el seu fill Anantavarman Chodaganga Deva esdevingué el progenitor de la dinastia Ganga Oriental.

## Oficials
Isvaran Singamani àlies Tondaiman Solapperiyaraiyan fou un oficial del rei. Apareix ja des del sisè any del regnat del rei en un inscripció a Tindivanam. Va fer una donació de dotze vaques al temple de Tiruttondisvara.

## Mort i successió
En una inscripció seva a Tirunamanallur datada en el quart any del seu regnat, resulta que Virarajendra Chola va portar els títols Sakalabhuvanasraya, Srimedinivallabha, Maharajadhiraja Cholakula-Sundara, Pandyakulantaka, Ahavamallakula-Kala, Ahavamallanai-mummadi-ven-kanda Rajasraya, Vira-Chola, La Glòria de la cursa Solar, Karikala-Chola, Sri-Virarajendradeva, Rajakesarivarma Perumanadigal (similar als títols pallava Nolamba de Permanadi al país Kannada) i Konerinmaikondan. Tirunamanallur era també anomenat Tirunavlur o Rajadittapuram, anomenat pel seu predecessor Rajaditya Chola. La indicació de Virarajendra mobilizant els seus exèrcits per la guerra van fer el seu adversaris especialment els Salukkis, tremolar de por cada cop que van intentar enfrontar-lo, tant els Salukkis, Pandyes o altres adversaris dels territoris Vengi, no van conèixer altre cosa que la derrota quan van combatre contra ell.
Virarajendra Chola va morir cap el 1070 després d'un curt però extremadament victoriós govern. Probablement no era gaire més jove que el seu germà gran Rajendra II o Rajadhiraja I i era probablement de mitjana edat quan va ascendir al tron. De fet, el seu govern pot ser definit (com el de Rajendra I) com a completament victoriós; inicialment va ajudar el seu pare Rajendra Chola I, després als germans Rajadhiraja I i Rajendra II Deva tant en l'administració com en la guerra. Més tard, quan va pujar al tron, va tenir un regnat altament reeixit en termes tant d'administració interna com de conquestes militars. En certa manera les seves consecucions són comparables a les de Rajendra Chola I, que va expandir el seu imperi heretat del gran Rajaraja Chola I. Virarajendra va ser succeït pel seu fill i l'hereu Athirajendra Chola.
A l'inici del seu regnat Virarajendra va nomenar al seu fill Madurantaka com a virrei de Tondaimandalam amb el títol de Cholendra. Un altre fill Gangaikondachola va ser nomenat virrei dels territoris Pandya. No tenim cap informació clara de quin d'aquests dos fills era Athirajendra. El més destacat aspecte del seu govern és el fet que és conegut per ser el qui va emetre un número excessivament gran de concessions i edictes. El rei era un devot als peus del senyor a Thillai (Sivan) a Chidambaram, a qui va presentar un collaret que consistia en rubís d'alta qualitat. Tanmateix, igual que tots els seus predecessors, també va patronitzar i tenir cura de temples de totes les fes incloent-hi els de Vixnu.